# سرقة الهوية

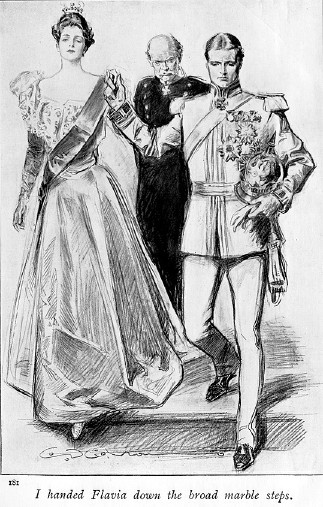

سرقة الهوية هو أحد أنواع الغش أو التلاعب بهوية شخص آخر بحيث يتظاهر شخص ما على كونه شخص آخر منتحلا هوية ذلك الشخص، عادة ما يكون الهدف بقصد الوصول إلى موارد معينة أو الحصول على فوائد تحت اسم الشخص الآخر. قد يعاني ضحية سرقة الهوية عواقب خطيرة إن تحمل عواقب تصرفات الشخص الذي قام بسرقة هويته. كما أن الأشخاص أو المؤسسات التي تعرضت للتلاعب نتيجة سرقة الهوية قد تتعرض لخسائر ومتاعب كبيرة ولذلك فتعتبر أيضا من الضحايا بالإضافة إلى الشخص الذي سرقت هويته.

## أنواع
تصنف بعض المصادر سرقة الهوية إلى خمس أصناف :
- سرقة هوية عمل أو تجارية (استخدام الاسم التجاري لشخص آخر من أجل الحصول على أموال)
- سرقة هوية جرمية (التظاهر كهوية شخص آخر عند ارتكاب جريمة ما)
- سرقة هوية مالية (استخدام هوية شخص ما عند الحصول على أموال أو بضائع أو خدمات)
- استنتساخ الهوية (استخدام معلومات شخصية لشخص آخر على أنها معلوماته في الحياة اليومية)
- سرقة هوية طبية (استخدام هوية شخص آخر من أجل الحصول على رعاية طبية أو أدوية)

## طرق الحصول على معلومات شخصية لاستخدامها في سرقة الهوية
هناك العديد من الطرق للحصول على معلومات شخص ما منها :
- البحث في الممتلكات أو الفضلات الشخصية عن معلومات شخصية
- البحث في أجهزة الحاسب المتخلى عنها عن طريق استعادة المعلومات للوصول إلى معلومات شخصية سبق حفظها
- استخدام السجلات العامة عن طريق البحث في السجلات المعلنة مثل دليل الهواتف وغيرها
- سرقة دفتر حساب البنك أو بطاقة الائتمان أو جواز السفر
- مراقبة الأشخاص عند كتابة أرقامهم الشخصية عند آلات الدفع أو لوحات مفاتيح الحاسب
- سرقة المعلومات من الحواسيب الشخصية باستخدام برامج التجسس